# サロモン・モレル
サロモン・モレル（Salomon Morel 1919年11月15日 - 2007年2月14日）は、反ナチスのユダヤ人パルチザン員（Jewish partisans)。1945年2月から同年11月までポーランド共産政権の秘密警察 UB（Urząd Bezpieczeństwa）の吏員。1968年、共産主義のポーランド統一労働者党が勢力を増す中、秘密警察(UB )の大佐及びカトヴィツェで拘置所の指揮官となる。シフィエントフウォヴィツェにあったズゴダ強制収容所の指揮官に就く。ポーランド人民共和国は、モレルの職務功績を称えポーランド復興勲章及び Golden Cross of Meritの勲章を授与した。別名ソロモン・モレル、シュロモ・モレル。
1994年、ポーランド国家記銘院により戦争犯罪ならびに人道に対する罪、そして1,500人の収容者（主にポーランド系シレジア人とドイツ人）の「復讐殺害」を含む告発をされた。この件はポーランド、ドイツ、イギリス、アメリカのメディアで報道、その後モレルはイスラエルへ行き、帰還法により市民権を得た。
国家記銘院によると、政治犯やドイツ民族主義者など、女性や子供を含む囚人たちを拷問、さらに意図的に飢えさせ劣悪な衛生環境に置き、それによって腸チフスの蔓延を招き、収容者6000人のうち1500人を死亡させた。ポーランドはイスラエル政府に対し、2005年7月まで2度モレルの身柄引き渡しを要請、イスラエル政府は部分的に反ユダヤ主義の陰謀と見做されると虚偽告訴と拒否した。2007年2月、モレルはテルアビブで死去する。

## 戦時中
モレルは現在のルブリン県ガルブフ、パン屋のユダヤ人一家に生まれた。世界恐慌の最中、経営不振となり始めウッチの叔母家に身を寄せ、セールスマンとして生計を立てた。1939年、第二次世界大戦が始まると両親のもとへ戻り、ゲットー送りを免れるため家族と共に身を隠した。戦時中、モレル一家を匿ったのはユゼフ・トカチクだった。（そのため、1983年にトカチクはヤド・ヴァシェムによって諸国民の中の正義の人に叙された。）
当時のモレルがとった行動については諸説ある。訴訟をした国家記銘院によると、1942年初頭、モレル兄弟は犯罪隊を組織し、地元で強盗を働いていたという。しかし、モレル兄弟はソ連指揮下の共産主義パルチザンであるポーランド人民軍（Armia Ludowa）の隊員に捕えられ犯罪に終止符を打った。モレルは刑罰を逃れようと全ての罪を兄弟になすりつけ、ソ連の赤軍パルチザンに加わり管理人兼森林ガイドとして働いた。2人の兄弟は1943年と1945年に死亡。
身柄引き渡しを拒否した際のイスラエル政府の書簡によると、モレルは1942年にソ連赤軍のパルチザンとなった。両親や義理の姉妹や兄弟がナチス・ドイツの総督府ポーランド警察に殺害された時には森の中にいたとする。1943年には別の兄弟がポーランドの「ファシスト」に殺されている。また、モントリオール・ガゼットを含む複数のソースによると、モレルは一時期アウシュヴィッツ＝ビルケナウ強制収容所に収容されていたことがあり、30人以上の親類はホロコーストで殺害された。

## ズゴダ強制収容所
ズゴダ強制収容所は、ソ連軍による南ポーランド侵略の後、KGBの前身であるソ連内務人民委員部(NKVD)によって設立され、後にポーランド共産政権の秘密警察 UB（公安省）へと移譲された。1945年3月15日、モレルはこの収容所の所長に就任した。
生存者のドロタ・ボリチェクは、モレルが同僚とともに多くの収容者を殴り、死体を窓から投げ捨てたことを証言している。
モレルの伝記を書いたジョン・サックによると、以下の通りである。

ドイツ人の捕虜たちがズゴダ強制収容所に到着した最初の晩、夜10時頃、バラックの中にモレルが足を踏み入れてこう言った。「俺の名はモレル。ユダヤ人だ。俺のおふくろも、おやじも、家族はみんな死んじまっただろう。俺は、生き延びたら絶対お前らナチスに仕返ししてやろうと誓ったんだ。これから、お前らに報いを受けさせてやる」

この伝記は1990年代に英語圏でも出版された。
すでに1945年、モレルは強制収容所における伝染病の蔓延の責任を問われ、上司から自宅謹慎3日間を命ぜられている。
現在の調査によると、この収容所では1695名の囚人が飢餓や劣悪な衛生環境に起因する赤痢やチフスや腸チフスのために亡くなったが、モレルは病気の蔓延を防ぐ手立てを講じなかったのみならず、実際には蔓延を助長していたことが判明している。国家記銘院から問題とされたのは、拷問や心身両面への虐待行為など、「生物として絶滅の危機に瀕するほど劣悪な環境を作り出した」行為だった。

## ヤヴォルズノ強制収容所
1949年2月から1951年11月まで、モレルはポーランドのヤヴォルズノ強制収容所の所長を務めた。ここはスターリン時代の政治犯収容所だった。その頃には、モレルは「格段のサディスト」という評判が立っていた。 
この頃の囚人はスターリン主義に反対したために逮捕されたポーランド人が主で、ポーランド国軍兵士や反共地下抵抗組織のメンバーも含まれていた。囚人はしばしば拷問を受け、強制労働を強いられた。モレルは青少年政治犯用に変わった時に収容所を去った。

## その後のキャリア
モレルは1956年までスターリン時代の強制収容所の所長として働いたが、ポーランドの十月革命でスターリン派が弱体化すると、強制収容所は閉鎖された。 
1956年以降、モレルはシレジア地方の様々な刑務所に務め、政治警察であるMBPの大佐に昇進した。1960年代にはカトヴィツェの刑務所長を務めた。その間、1958 年にヴロツワフ大学法学部の夜間課程を開始、1964 年末、彼は「囚人の労働とその価値」というテーマで修士号を取得。ポーランド復興騎兵十字章 (Order Odrodzenia Polski) と功労金十字章を授与された。

### 解任
1968年のポーランド政治危機ではユダヤ人高官と元スターリン主義者らが追放を受け、モレルは1968年5月に解任された。ユダヤ人であり、スターリン時代の強制収容所の所長を務めた経歴を持っていたモレルは、1968年の政治攻撃の明らかな標的となった。ポーランド共産党政府は国内ユダヤ人に移住を迫ったが、モレルは他のユダヤ人の多くと異なりポーランドに留まることを選択、49歳からは引退者としてポーランドに住んでいた。

## 刑事訴追
1990年、共産政権崩壊後、ポーランド国民に対する犯罪調査一般委員会（国家記憶研究所の前身）がズゴダ収容所で行われた虐待の捜査を開始した。訴追を恐れたモレルは1992年にイスラエルに移住した。 

### 起訴
1996年、サロモン・モレルはポーランド検察庁によりジェノサイドの罪で正式に起訴された。起訴状は後に修正され、戦争犯罪、人道に対する罪、共産主義者犯罪が含まれるようになった。共産主義者犯罪は2004年にポーランド刑法に追加され、特定の犯罪を構成している。

## 身柄引き渡しをめぐる争い
1998年、ポーランドはイスラエル政府にモレルの身柄引き渡しを要求したが拒否された。イスラエルからのポーランドの法務大臣に対する返答は、モレルが起訴されている犯罪はイスラエルでは大量虐殺とはみなされず、そのため時効の対象となるというものであった。しかし、ポーランドの国内法では、民族憎悪による犯罪には時効がない。
2004年4月、ポーランドは「人道に対する罪」につき新証拠を添え、住民に対しての共産主義者犯罪に格上げし再度身柄引き渡しを要求。2005年7月、イスラエルはより重大な容疑は虚偽であり、反ユダヤ主義の陰謀の一部と見做されるとして拒否した。
容疑を事実無根として否定すると共に、前回同様に時効成立を主張し、併せてモレルの健康状態が悪化していることを主張した内容だった。しかしポーランド国立国家記銘院の検察官であるエヴァ・コイは、「人道に対する罪に時効が成立するとはどういうことでしょう。戦争犯罪者を裁く場合、被告人がドイツ人であろうとイスラエル人であろうと、他のいかなる国民であろうと、物差しは一つであるべきです」とイスラエルの対応を批判した。
モレルは捜査と起訴が始まってから17年後の2007年2月14日にテルアビブで亡くなった。